# Ciénaga de Zapata
Het biosfeerreservaat Ciénaga de Zapata (Spaans voor het Zapatamoeras) ligt in het Zapataschiereiland (Península de Zapata) in de provincie Matanzas in het westen van Cuba. Het reservaatgebied is 628.171 ha groot. Het is een van de grootste en belangrijkste draslanden uit het Caraïbisch gebied. 

## Flora en Fauna
In het moerasgebied komen meer dan 900 soorten planten voor die typisch zijn voor de Caraïben, verder 175 soorten vogels, 31 soorten reptielen en meer dan 1000 bijzondere soorten ongewervelden. Tot de meest bijzonder endemische vogelsoorten behoren de zapatawinterkoning (Ferminia cerverai),  de zapataral (Cyanolimnas cerverai) en de zapatagors (Torreornis inexpectata).
Het moeras wordt jaarlijks bezocht door 65 soorten trekvogels op doorreis van Noord- naar Zuid-Amerika. Verder is er een endemische soort krokodil, de ruitkrokodil (Crocodylus rhombifer) 
Daarnaast nog ander bijzonder type bos dat typisch is voor kustvlaktes in dit gebied. Aan zee zijn lagunes en koraalriffen met een zeer hoge biodiversiteit. Het gebied is in Cuba een site van internationaal belang. 

## Erkenning
Het gebied kreeg in 2001 onder de conventie van Ramsar een beschermde status als Wetland of International Significance. In 1971 werd het eerste congres in Ramsar te Iran gehouden dat leidde tot een verdrag ter bescherming van moerasgebieden. Het gebied werd het eerste van zes beschermde moerasgebieden in Cuba.
Ciénaga de Zapata is eveneens een - zeer dun bevolkte - gemeente in de provincie Matanzas. In oppervlakte is het veruit de grootste gemeente van het land. 